# 天主教扎里亞教區
天主教扎里亚教區 （拉丁語：Dioecesis Zariensis）是尼日利亞一個羅馬天主教教區，屬卡杜納總教區。
教區成立於2000年12月5日升為教區。位於卡杜納州東北部。2004年有教友71,336人（佔轄區人口3.2%）、十九個堂區、廿六名司鐸。現任教區主教為喬治‧喬納森‧多多。